# Municipalitatea Álamos, Sonora
Álamos este o municipalitate din statul Sonora din Mexic cu o suprafață de l.mno km2. Reședința municipalității este localitatea omonimă, Álamos.
Populația municipalității, la data efectuării recensământului, anul 2010, fusese de a.bcd de locuitori.

## Geografie

### Municipalități adiacente și comitate
- Statul Chihuahua, la est și nord-est;
- Statul Sinaloa, la sud-est și sud;

### Târguri și sate
Cele mai populate localități sunt:
| Nume localitate | Recensământul din 2010 |       |
| --------------- | ---------------------- | ----- |
|                 | 1.038                  |       |
|                 | 640                    |       |
|                 | 172                    |       |
|                 | Total municipalitate   | 1,998 |